# How to Be a Heartbreaker
"How to Be a Heartbreaker" este un cântec al artistei Marina and the Diamonds de pe versiunea americană de pe al doilea ei album de studio Electra Heart (2012). Acesta a fost lansat pe 7 decembrie 2012 de 679 Artists și Atlantic Records ca al treilea și ultimul single de pe album. Diamandis a lucrat cu Ammar Malik, Benny Blanco, Cirkut, Daniel Omelio, si Dr. Luke în timpul procesului de compozitie, și i-a angajat pe Blanco, Cirkut, si Dr. Luke pentru a supraveghea producția.

## Lista pieselor
- UK and Irish iTunes EP[2]

1. "How to Be a Heartbreaker" – 3:41
2. "How to Be a Heartbreaker" (Kat Krazy Remix) – 3:34
3. "How to Be a Heartbreaker" (Almighty Remix) – 5:37
4. "How to Be a Heartbreaker" (Kitty Pryde Remix) – 3:00
5. "How to Be a Heartbreaker" (Baunz Remix) – 7:27

- Canadian and US iTunes single – Remixes

1. "How to Be a Heartbreaker" (Dada Life Remix) – 6:28
2. "How to Be a Heartbreaker" (Dada Life Remix Radio Edit) – 3:16

## Clasamente
| Clasament (2012-13)                      | Poziție maximă |
| ---------------------------------------- | -------------- |
| Danemarca (Tracklisten)                  | 18             |
| Irlanda (IRMA)                           | 21             |
| România (AirPlay)                        | 45             |
| Ungaria (Rádiós Top 40)                  | 28             |
| Suedia (Sverige AirPlay)                 | 52             |
| Finlanda (Suomen virallinen latauslista) | 23             |
| Regatul Unit (UK Singles)                | 88             |